# Hörsingen
Hörsingen là một đô thị ở huyện Börde thuộc bang Sachsen-Anhalt, nước Đức. Đô thị Hörsingen có diện tích 8,65 km², dân số thời điểm ngày 31 tháng 12 năm 2006 là 625 người.